# Zmarli w roku 1888
Lista osób zmarłych w 1888:

## styczeń 1888
- 31 stycznia – Jan Bosko, duchowny włoski, założyciel zgromadzenia salezjanów i salezjanek, święty[1]

## luty 1888
- 1 lutego – Joanna Franciszka od Nawiedzenia Maryi, włoska zakonnica, błogosławiona katolicka[2]
- 21 lutego – Jozef Miloslav Hurban, słowacki duchowny ewangelicki, pisarz, polityk i działacz narodowy[3]

## marzec 1888
- 4 marca – Jan Antoni Farina, biskup Treviso, święty katolicki[4]
- 6 marca – Louisa May Alcott, pisarka amerykańska[5]
- 9 marca – Wilhelm I Hohenzollern, cesarz Niemiec[6]
- 14 marca – Jakub Cusmano, włoski zakonnik, błogosławiony katolicki[7]
- 27 marca – Franciszek Faà di Bruno, włoski ksiądz, błogosławiony katolicki[8]

## kwiecień 1888
- 16 kwietnia – Zygmunt Wróblewski, polski fizyk, członek Akademii Umiejętności[9]

## maj 1888
- 13 maja – Jakiw Hołowacki (ukr. Яків Федорович Головацький), ukraiński działacz narodowy, badacz galicyjskiego folkloru[10]

## czerwiec 1888
- 15 czerwca – Fryderyk III Hohenzollern, niemiecki cesarz i król Prus, wolnomularz[11]
- 16 czerwca – Maria Teresa Scherer, szwajcarska zakonnica, współzałożycielka Sióstr Miłosierdzia od Krzyża Świętego w Ingenbohl, błogosławiona katolicka[12]
- 25 czerwca – Eduard Blásy, węgierski taternik[13]

## lipiec 1888
- 4 lipca – Theodor Storm, niemiecki pisarz[14]

## sierpień 1888
- 23 sierpnia – Philip Henry Gosse, angielski naturalista i popularyzator nauk przyrodniczych, twórca terminu „akwarium”[15]

## listopad 1888
- 1 listopada – Nikołaj Przewalski (ros. Николай Михайлович Пржевальский), rosyjski geograf[16]

## grudzień 1888
- 3 grudnia – Carl Zeiss, niemiecki optyk i przedsiębiorca, założyciel zakładów optycznych w Jenie[17]
- 6 grudnia:
  - Samuel Earnshaw, angielski uczony, matematyk i fizyk, twórca twierdzenia nazwanego jego imieniem[18]
  - János Hunfalvy, węgierski geograf, profesor uniwersytecki i członek Węgierskiej Akademii Nauk[19]